# Crab Creek (King George Island)
Koordinaten: 62° 1′ S, 57° 38′ W
Der Crab Creek (englisch; polnisch Potok Krabów ‚Krabbenbach‘) ist ein kleiner Bach auf King George Island im Archipel der Südlichen Shetlandinseln. Er führt vom Crab Mound auf dem Plateau der Melville-Halbinsel durch eine steile und vereiste Rinne zur Sherratt Bay.
Polnische Wissenschaftler benannten ihn 1984 in Anlehnung an die Benennung des Crab Mound. Dieser trägt seinen Namen nach den zahlreichen dort gefundenen Fossilien von Krebstieren.